# 山形屋書店

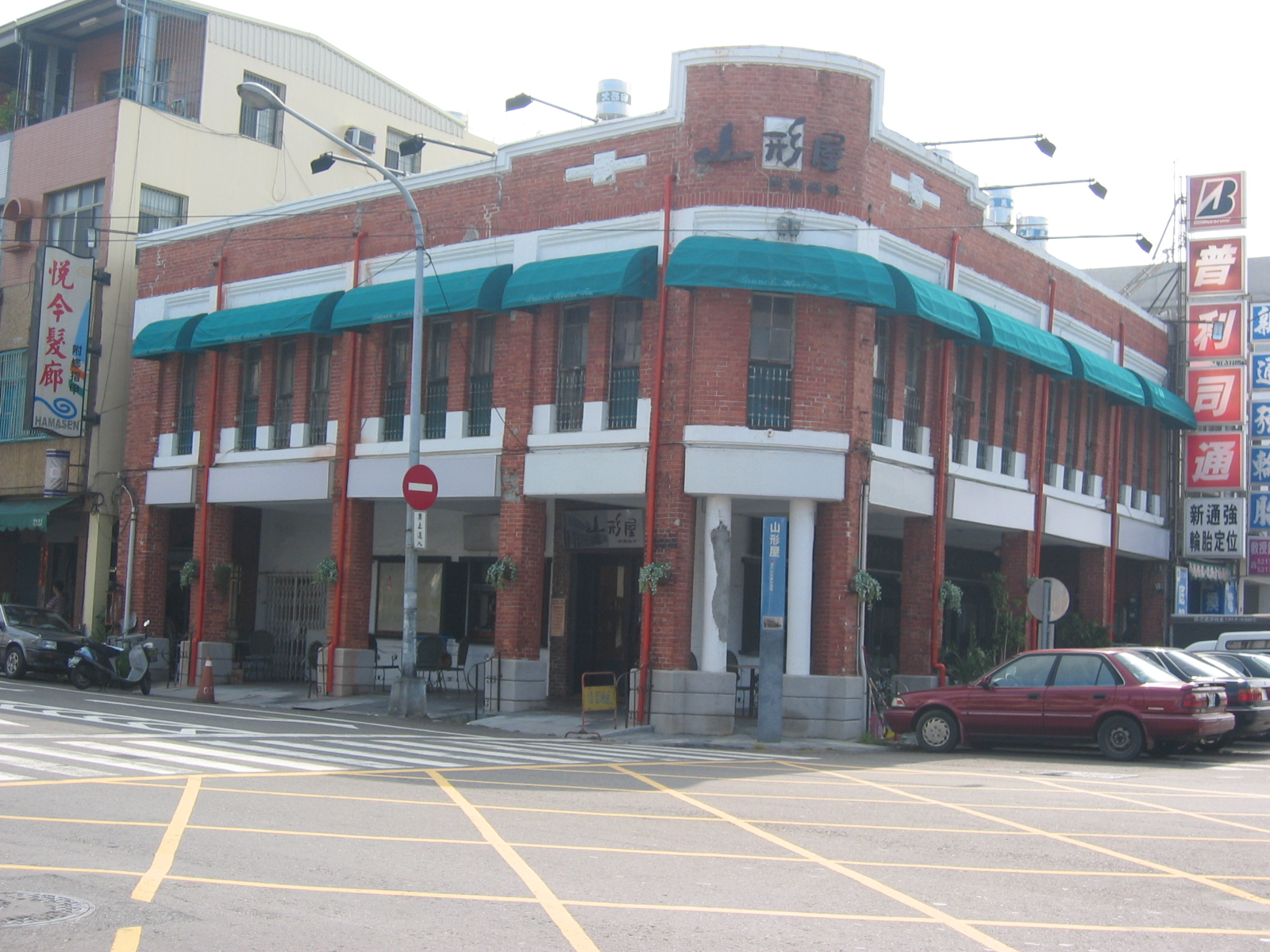
2004年拍攝之山形屋

山形屋書店或山形屋商店，為台灣日治時期一家位在高雄市新濱町驛前通的書店，由日本愛知縣人山田耕作在1912年創立，販售書籍、文具、玩具、雜貨，並經營印刷、出版等，也發行明信片及販賣伴手禮。

## 建築物
山形屋的紅磚造建築物完工於1920年。其地點今日屬於鼓山區哈瑪星聚落，臨海一路與臨海三路的交叉口上。書店在日本統治結束後關閉，建築產權歸鐵路局。建築物一度改做咖啡館。在2005年，再改為南洋料理餐廳，業主曾拆除部分並受到抗議，但之後又按照原建物復原。目前稱「山形屋」的建物實際上是原山形屋與兩旁同類建築物的組合。

## 外部連結
- 山形屋明信片部分收集[永久]. Digital Image Collections at Lafayette